# Den nordiske sprogkonvention
Den nordiske sprogkonvention er en konvention mellem Sverige, Danmark, Finland, Island og Norge om nordiske statsborgeres ret til at anvende deres eget sprog i et andet nordisk land ved henvendelse til disse landes myndigheder. Den er udformet på baggrund af Nordisk Råds rekommendation 29/ 1966. 
Konventionen blev oprettet 17. juni 1981, men blev først ratificeret af Danmark 17. december 1986 med ikrafttrædelse 10. marts 1987. Konventionen bliver løbende opdateret.
Konventionen fastlægges og administreres af Nordens Sprogråd (NSR), en gruppe nedsat af Nordisk Råd, som har til opgave at styrke den internordiske sprogforståelse, styrke de nordiske sprogegenskaber, tilgodese en demokratisk sprogpolitik og styrke de nordiske sprog i og uden for Norden.